# Wenera 5
Wenera 5 (ros. Венера-5) – druga udana radziecka sonda kosmiczna przeznaczona do badania Wenus o budowie analogicznej do Wenery 4. 

## Przebieg i rezultaty misji
Wenera 5 została wystrzelona 5 stycznia 1969 z kosmodromu Bajkonur w Kazachskiej SRR. Do Wenus dotarła 16 maja tego samego roku. Sonda posiadała lądownik o masie 405 kg, który odłączył się od sondy i dokonał bezpośrednich pomiarów w atmosferze planety. Ścianki lądownika zostały wzmocnione w stosunku do poprzedniego modelu, jednak i tak okazały się za słabe. Aparatura badawcza lądownika została włączona w odległości 50 km od średniego poziomu gruntu. W czasie opadania wykonano ponad siedemdziesiąt pomiarów temperatury i około pięćdziesiąt pomiarów ciśnienia. Badania te zostały zrealizowane w przedziale ciśnień 0,5-27 atm. Dla lądownika ta ostatnia wartość odpowiadała wysokości 24-26 km nad powierzchnią gruntu. Na podstawie ekstrapolacji można przyjąć, że na poziomie gruntu, nad którym opadał próbnik ciśnienie wynosi około 140 atm, a temperatura – około 800 K. Uzyskano też dokładniejsze informacje na temat składu atmosfery – zawiera ona 93-97% dwutlenku węgla, 2-5% azotu i gazów szlachetnych, nie więcej niż 0,4% wolnego tlenu oraz 4-11 mg/dcm³ pary wodnej. Aparatura naukowa przestała działać na wysokości 24-26 km nad powierzchnią.